# Ctenus inaja
Ctenus inaja är en spindelart som beskrevs av Höfer, Brescovit och Gasnier 1994. Ctenus inaja ingår i släktet Ctenus och familjen Ctenidae. Inga underarter finns listade i Catalogue of Life.